# August Schreitmüller

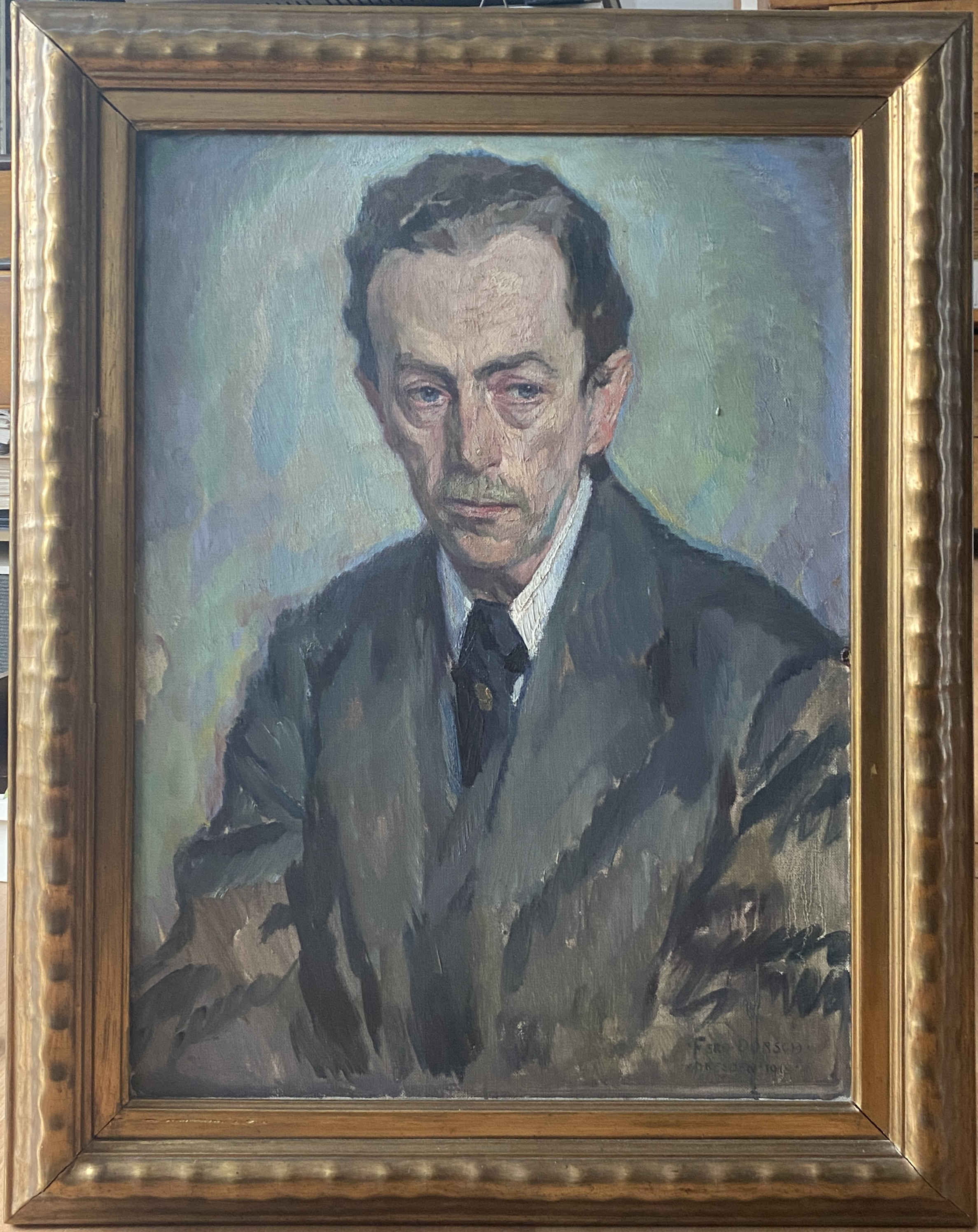
Bildnis August Schreitmüller 1918, Dresden, gemalt von Ferdinand Dorsch

August Schreitmüller (* 2. Oktober 1871 in München; † 15. Oktober 1958 in Dresden; vollständiger Name: August Theodor Marquardt Schreitmüller) war ein deutscher Bildhauer.

## Leben

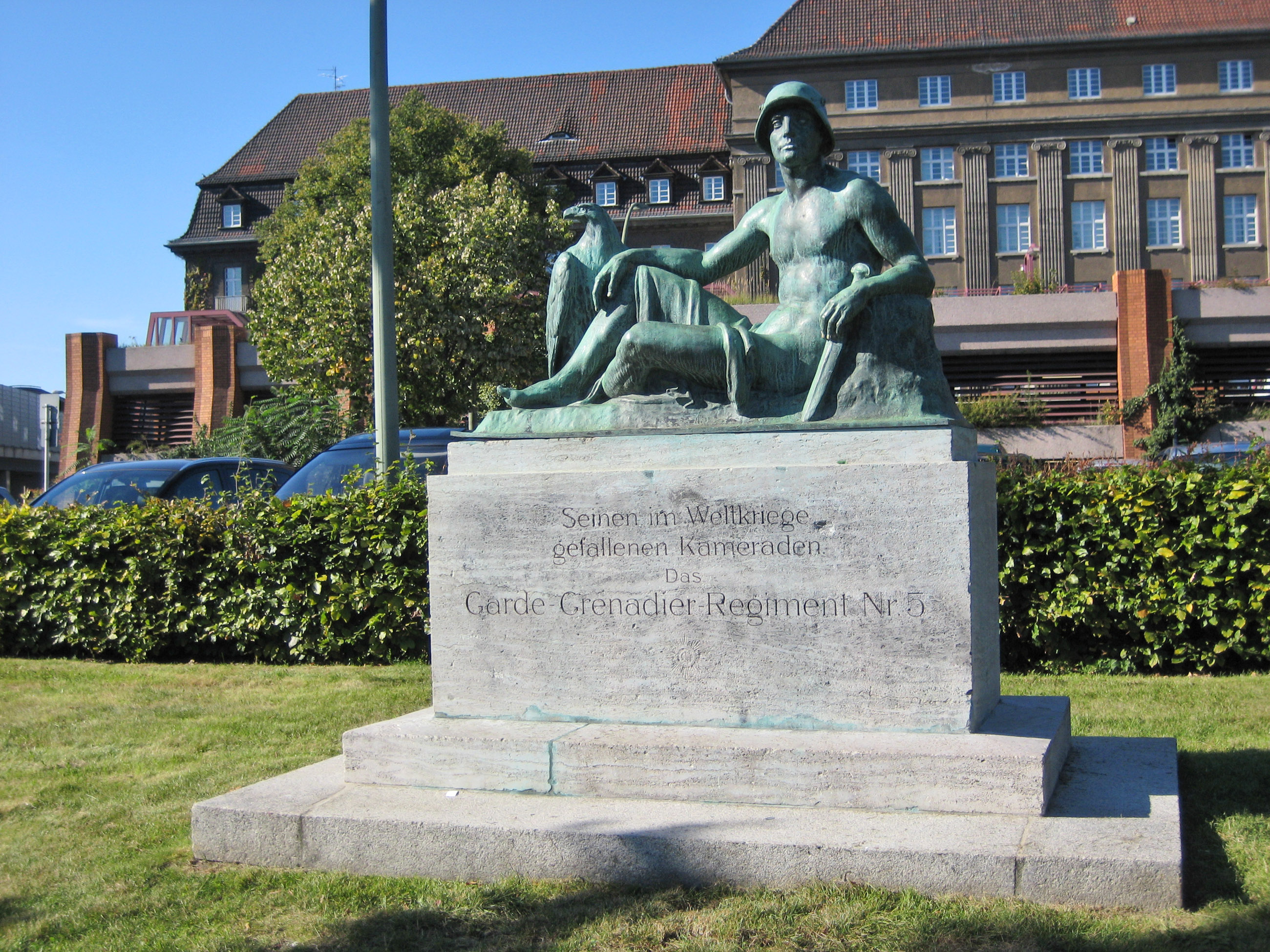
Denkmal Die Wacht
in Spandau (1922)

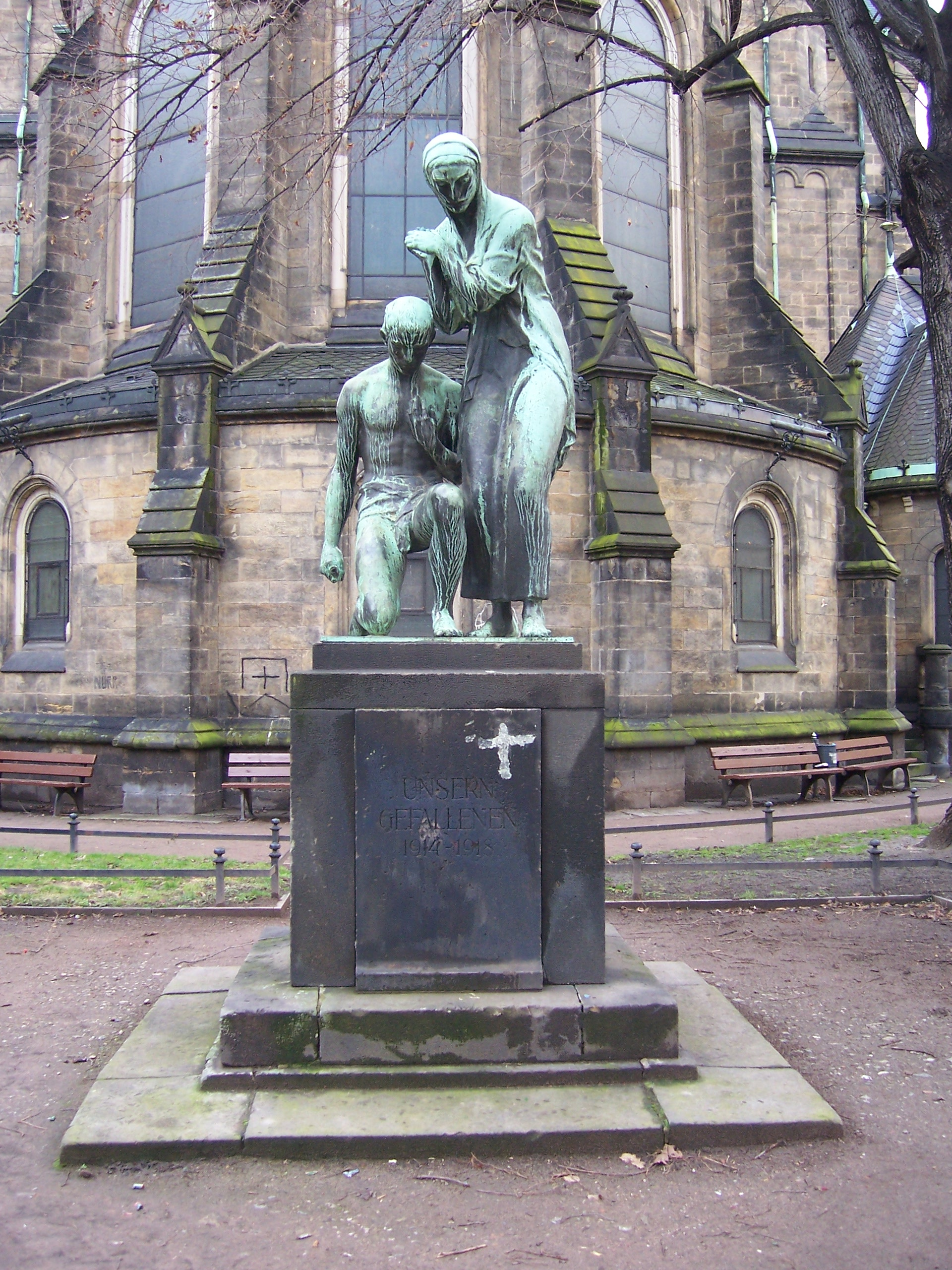
Kriegerehrenmal vor der Martin-Luther-Kirche in Dresden (1923)

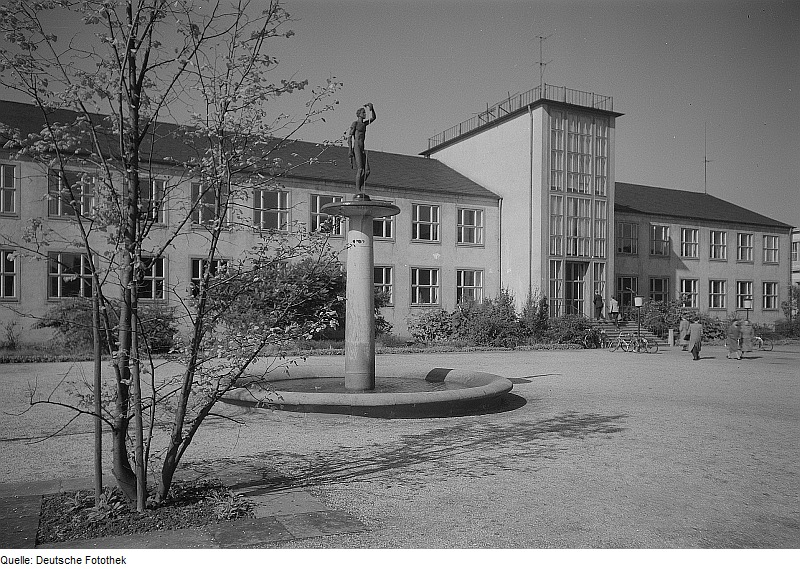
Fischerknabe, Technische Hochschule Dresden (1954)

Schreitmüller war der Sohn des Bildhauers Johannes Daniel Schreitmüller und wurde in München geboren. Nach dem Abschluss des Gymnasiums in Dresden und dem Besuch der Dresdner Kunstgewerbeschule studierte er von 1892 bis 1893 an der Münchner Kunstakademie. Zu seinen Lehrern gehörte Syrius Eberle. Er kam 1893 nach Dresden zurück und setzte sein Studium von 1893 bis 1896 an der Dresdner Kunstakademie bei Robert Diez und Heinrich Epler fort.
Auf Grund seiner hohen künstlerischen Begabung erhielt er 1904 die Goldene Plakette auf der Kunstausstellung in Dresden, die höchste Ehrung der Kunstakademie Dresden. Zudem förderte ihn die Torniamenti-Stiftung. Im Jahr 1907 wurde er zum Professor an der Dresdner Kunstakademie ernannt, 1909 war er Mitbegründer der Künstlervereinigung Dresden. Schreitmüller realisierte zahlreiche Auftragsarbeiten für den öffentlichen Raum, schuf aber ebenso Kleinplastiken in Bronze und Marmor sowie Grabmale und Grabplastiken.
In der Zeit des Nationalsozialismus war Schreitmüller Mitglied der Reichskammer der bildenden Künste. Für diese Zeit ist seine Teilnahme an acht großen Ausstellungen sicher belegt.
Durch die Luftangriffe auf Dresden verlor er 1945 seine Wohnung im Haus Blumenstraße 8 in der Johannstadt sowie sein Atelier mit vielen Kunstwerken und Entwürfen. Nach 1945 bezog er eine Künstlerwohnung im Künstlerhaus Dresden-Loschwitz (Erdgeschoss, Atelier M).

## Werke (Auswahl)

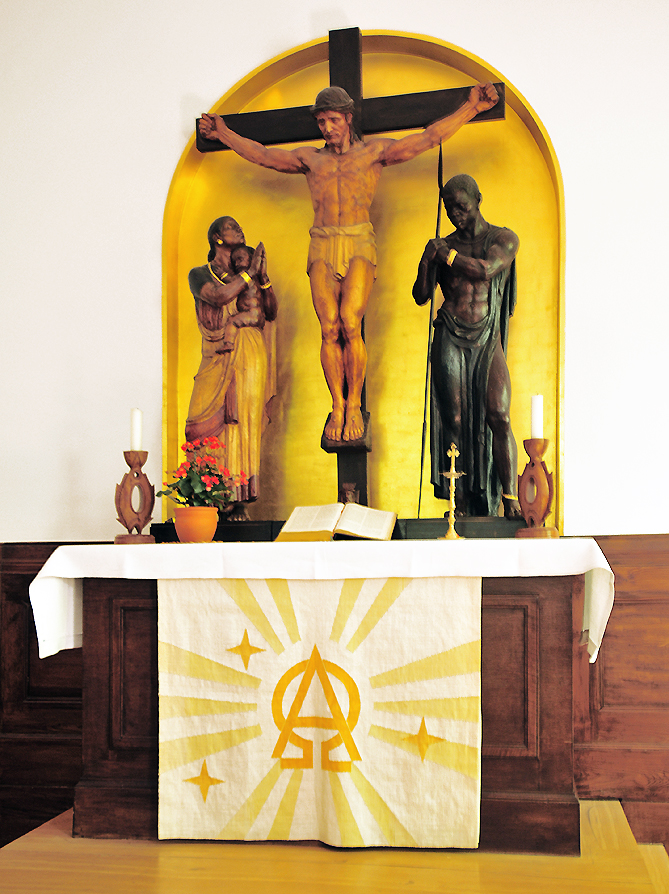
Kreuzigungsgruppe im Leipziger Missionswerk (1913)

- 1901: Denkmal Friedrichs des Weisen in Buchholz[7]
- 1904: Grabmal für August Gottlob Eberhard in Dresden, Innerer Neustädter Friedhof[8]
- 1904: Brunnen in der Vorhalle des Ministerialgebäudes (heute Sächsische Staatskanzlei) in Dresden-Neustadt
- 1905: Figur Gerechtigkeit am Ständehaus in Dresden
- 1906: lebensgroße Kreuzigungsgruppe aus Lindenholz für die St.-Laurentius-Kirche in Lorenzkirch
- 1907–1908: Figuren am Turm des Neuen Rathauses in Dresden
Die überlebensgroßen Sandsteinfiguren von August Schreitmüller (Weisheit, Mut, Treue, Glaube und Güte) sowie von Peter Pöppelmann, Bruno Fischer und Arthur Selbmann (Aufopferung, Stärke, Beharrlichkeit, Frömmigkeit, Barmherzigkeit, Hoffnung, Liebe, Klugheit, Wachsamkeit, Wahrheit und Gerechtigkeit) symbolisieren die 16 Tugenden.[9][10]
- 1909: Grabmal der Familie Pleißner in Dresden, Äußerer Plauenscher Friedhof
- 1913: lebensgroße Kreuzigungsgruppe aus Lindenholz für das Leipziger Missionswerk
- 1918: Friedensbrunnen in Mittweida, Marktplatz (aus Porphyr)
- um 1918: Grabmal Jaenicke in Dresden, Johannisfriedhof
- 1920: Grabmal Külsen in Dresden, Johannisfriedhof (Bronzereliefs 21./22. November 2020 gestohlen)
- 1922: Bronzefigur Die Wacht für das Gefallenendenkmal des Garde-Grenadier-Regiments Nr. 5 in Berlin-Spandau[11]
Nach demselben Modell entstanden weitere Abgüsse, die als Kriegerdenkmäler in Diepholz, Heide (Holstein), Volmarstein und Wünsdorf errichtet wurden.
- 1923: Kriegerehrenmal an der Martin-Luther-Kirche in Dresden[12]
- 1928: Grabmal Diller in Dresden, Innerer Neustädter Friedhof
- Hero (Statue, Bronze; ausgestellt 1939 auf der Großen Deutschen Kunstausstellung in München)[13]
- 1953: Brunnenfigur Fischerknabe vor dem Barkhausen-Bau der Technischen Hochschule Dresden

## Ehrungen und Auszeichnungen
- Förderung durch die Torniamenti-Stiftung
- 1904: Goldene Plakette auf der Kunstausstellung in Dresden
- 1930: Förderung durch die Hermann-Ilgen-Stiftung